# Нарушения мышления при поражении лобных долей
Нарушения мышления при поражении лобных долей — специфические нарушения в реализации мыслительной деятельности, обусловленные локальным поражением лобных долей больших полушарий головного мозга. Поражение лобных долей также характеризуются нарушениями целенаправленной деятельности и изменениями эмоциональной сферы. В настоящее время вопрос о функциях, связанных с деятельностью лобных долей головного мозга, является одним из наиболее актуальных и популярных в нейронауках.

### Мышление как деятельность
Выготский Л. С., Леонтьев А. Н., Гальперин П. Я.(Выготский Лев Семенович, Леонтьев Алексей Николаевич, Гальперин Петр Яковлевич и др.) определяют мышление как обобщенное и опосредованное отражение и рассматривается как активная психическая деятельность, в состав которой входят различные компоненты, обуславливающие её протекание. Процесс мышления состоит из 5 этапов, запускающихся посредством стоящей перед субъектом задачи.
1. В норме, на первом этапе, осуществляется ориентировка в условиях задачи, анализ компонентов, соотнесение их друг с другом, для выполнения которых необходимо оттормаживание импульсивно возникающих реакций;
2. Второй этап, обозначаемый, как «эвристика», характеризуется выбором одного из альтернативных путей решения и формированием общей схемы решения поставленной задачи. На этом этапе мыслительной деятельности происходит выработка стратегии мышления;
3. На третьем, «тактическом», этапе происходит выбор соответствующих операций, адекватных выполнению общей схемы задачи;
4. На четвертом этапе осуществляется собственно решение задачи, нахождение ответа на поставленный в задаче вопрос;
5. Пятый этап характеризуется сличением полученных результатов с исходными условиями задачи. Если результаты согласуются с условиями задачи, то мыслительный акт прекращается, если нет — поиски нужной стратегии начинаются снова до тех пор, пока не будет найдено согласующееся с условиями решение.

Таким образом, очевидно, что процесс, состоящий из подобных звеньев, очень сложен. При разных нарушениях больших полушарий головного мозга нарушаются разные звенья процесса мышления, что приводит к возникновению разных по структуре нарушений мышления. Некоторые компоненты процесса мышления отсылают нас к таким функциям лобных долей, как программирование, удержание программы, контроль выполнения программы и др.

## Общая характеристика нарушений мышления у больных с поражением лобных долей
Анализ нарушений процесса мышления у больных с поражением лобных долей на материале решения арифметических задач позволяет выделить основные характерные черты реализации данной деятельности у таких больных:
1. Больные с поражением лобных долей относительно хорошо удерживают составные элементы условия задачи, но иногда упрощают (при этом упрощение является труднокорригируемым), или заменяют их, в соответствии с инертными стереотипами. Вопрос задачи такие больные оказываются практически не в состоянии удержать, отчего задача теряет свою смысловую структуру, что связано по мнению А. Р. Лурия с нарушением предикативного строения речи и нарушением динамики мышления.
2. У больных с поражениями лобных долей, в большинстве случаев, отмечается нарушение процесса предварительного анализа и выпадение ориентировочной основы действия. Без проблем они решают только такие задачи, где решение однозначно выводится из условий. Если же требуется анализ (то есть ориентировка) и нахождение программы решения, они оказываются не в состоянии это осуществить, а вместо этого непосредственно выхватывают фрагмент условия и сразу же выполняют операции. Указание лобному больному на ошибку не приводит к её исправлению, более того, больной начинает выхватывать другой фрагмент условия и выполнять соответствующие ему операции.
3. У таких больных отмечается и нарушение составления плана решения задачи. При решении сложных задач, где составление плана, схемы решения является необходимым условием для получения правильного результата, такие больные сразу же берутся за решение, которое оказывается фрагментарным. При этом они легко решают задачи с уже знакомым алгоритмом решения. Тот же феномен отмечается и при составлении или пересказе больными с поражениями лобных долей короткого текста. Они, игнорируя этап составления плана, сразу же переходят к рассказу или пересказу соответственно.
4. У больных с поражениями передних отделов головного мозга также отмечаются нарушения систематических, иерархически подчиненных программе, операций решения задачи. Такие больные либо решают непосредственно выхваченные фрагменты задачи с помощью таких же фрагментарных операций, либо используют инертные стереотипы, сформировавшиеся при решении предыдущих задач, либо же заменяют решение импульсивными догадками, либо же вообще выполняют отдельные числовые операции, при этом полностью отвлекаясь от самого смысла условия задачи, то есть могут начать складывать килограммы с километрами и так далее. В самых тяжелых случаях лобного синдрома, распад программы действия дополняется включением побочных действий, не имеющих основания в условии задачи. Операции перестают быть избирательными и интеллектуальный процесс перестает быть организованным.
5. Кроме того, почти все больные с поражениями лобных долей, в большей или меньшей степени, демонстрируют дефект осознания того, как протекают их операции — больные не могут рассказать, как они пришли к данному решению, они лишь называют последние проделанные действия. Такие больные также неспособны самостоятельно корригировать допущенные ошибки.

Таким образом, можно заключить, что наиболее слабым звеном в строении психической деятельности у больных с поражениями лобных долей является процесс сличения полученного результата с исходными условиями задачи. Эта особенность больных с поражениями лобных долей является наиболее устойчивой и получила название «нарушение критики». Суммируя описанные характеристики нарушений мышления у таких больных, наблюдаемые у них дефекты, могут быть сведены к нарушениям функций программирования, регуляции и контроля психической деятельности.